# The Glimmer Man
The Glimmer Man is een Amerikaanse actie/misdaad film uit 1996 van regisseur John Gray.
Acteur Steven Seagal speelt in de film de rol van agent Jack Cole.
Jack en zijn collega Campbell, beiden agenten van de Los Angeles Police Department, zijn op zoek naar een seriemoordenaar.

## Rolverdeling
| Acteur              | Personage         |
| ------------------- | ----------------- |
| Steven Seagal       | Lt. Jack Cole     |
| Keenen Ivory Wayans | Det. Jim Campbell |
| Bob Gunton          | Frank Deverell    |
| Brian Cox           | Mr. Smith         |